# Святовасильевский сельский совет
Святоваси́льевский се́льский сове́т (укр. Святовасилівська сільська рада, до 2016 года — Елизаровский сельский совет) — входит в состав
Солонянского района
Днепропетровской области
Украины.
Административный центр сельского совета находится в 
пос. Святовасильевка.

## Населённые пункты совета
- пос. Святовасильевка
- с. Орлово
- с. Рясное
- с. Чернопаровка
- с. Шульговка